# NICI
NICI ou NICI GmbH (ou NICI AG jusqu'en décembre 2006) est un fabricant de jouets allemand basé à Altenkunstadt, dans le nord de la Bavière, dans le district de Haute-Franconie.

## Histoire
Créée en 1986, la compagnie est spécialisée dans la confection de peluches.
La compagnie a produit les produits dérivés de Goleo VI, la mascotte officielle de la Coupe du monde de football de 2006, après avoir acheté les droits pour 28 millions d'euros. Malheureusement, les ventes ne furent pas au rendez vous et mirent NICI en faillite. Après contrôle de la société il a cependant été découvert que le directeur et fondateur de l'entreprise Ottmar Pfaff était à l'origine d'une escroquerie. Il a été arrêté en mai 2006 et placé en détention en novembre de la même année. Il a été jugé par la cour du tribunal le 27 juin 2007 et condamné à six ans et demi de prison pour fraude.
L'entreprise a été reprise et transformée en Gesellschaft mit beschränkter Haftung. En février 2008, elle a également annoncé l'acquisition de Knaugle KG, une entreprise qui était jusque-là sous-traitante de NICI.